# Aden Abdullah Osman Daar
Aden Abdullah Osman Daar, známý též jako Aden Adde (9. prosince 1908 Beledweyne, Italské Somálsko – 8. června 2007 Nairobi, Keňa), byl somálský politik, v letech 1960–1967 první prezident Somálska.

## Životopis
Osman se narodil roku 1908 v Beledweyne. Své vzdělání získal na státní škole v Mogadišu, které tehdy bylo hlavním městem Italského Somálska. V letech 1929–1941 zastával různá úřednická místa ve správě kolonie. Současně se věnoval vlastním obchodům. V únoru 1944 založil Somálský klub mladých (později byl přejmenován na Somálskou ligu mladých), stal se členem jeho vedení a v roce 1946 byl jmenován tajemníkem sekce této strany v rodném Belet Weyne.
Jako zástupce Somálského klubu mladých (SYL) byl v letech 1951–1956 přerušovaně v Teritoriální radě a v roce 1953 byl jmenován viceprezidentem této rady. V roce 1954 se stal předsedou SYL, úřad zastával do r. 1956. Když byla r. 1956 Teritoriální rada změněna v Zákonodárné shromáždění, byl do něho zvolen ve všeobecných volbách za okres Belet Weyne a shromáždění ho zvolilo svým předsedou. V květnu 1958 byl znovu zvolen do funkce předsedy SYL a tento úřad zastával společně s funkcí předsedy Zákonodárného shromáždění do 1. července 1960. Post předsedy si udržel i poté, co se Zákonodárné shromáždění změnilo ve shromáždění ústavodárné.

## Vrchol politické kariéry
Jako předseda tohoto shromáždění vyhlásil Osman 1. července 1960 nezávislost Somálska a následné sjednocení dřívějšího Italského a Britského Somálska. Národním shromážděním byl na jeden rok zvolen prozatímním prezidentem a následně byl na tu samou funkci zvolen na dalších šest let. Své zájmy zaměřil na legislativu, ekonomiku a sociální oblast. Mluvil italsky, anglicky a arabsky. Hrál důležitou roli v domácí i zahraniční politice.
Osman odstoupil z úřadu po porážce ve volbách r. 1967. Byl první z vůdců mladých afrických zemí, který tak učinil, a zároveň posledním v Somálsku. O dva roky později uchopil moc v zemi Mohamed Siad Barre a udržel si ji až do r. 1991, kdy ho svrhla armáda. To předznamenalo čtrnáctileté období anarchie v zemi, která přetrvává dodnes.
Aden Abdullah Osman zemřel 8. června 2007 ve věku 99 let v nemocnici v keňském Nairobi. Zanechal po sobě osm dětí. Na jeho počest bylo ještě téhož roku přejmenováno mezinárodní letiště Mogadišu na „mezinárodní letiště Adena Abdullaha Osmana“.

## Vyznamenání
- Bavorský řád za zásluhy – Bavorsko, 14. dubna 1965[5]
- velkokříž s řetězem Řádu zásluh o Italskou republiku – Itálie, 2. října 1963[6]